# Siebel Fh 104
Dimensions
Le Siebel Fh 104 « Hallore » était un petit avion bimoteur allemand de transport de passager et de liaisons produit par Siebel.

## Conception et développement
En 1934, la Klemm Leichtflugzeugbau ouvrit une nouvelle usine à Halle pour produire des avions entièrement métalliques. En 1936, un nouveau bimoteur civil de transport de passager y fut développé sous le nom de Klemm 104, car Hanns Klemm avait commencé sa mise au point. Mais lorsque ce dernier dut céder son entreprise à Friedrich Siebel (de) sur ordre du ministère des transports, l'avion prit le nom de Siebel et les deux lettres Fh pour Friedrich Fecher qui supervisa sa conception. Enfin il reçut le surnom « Hallore » qui signifie « né à Halle ».
Le premier vol du prototype D-IEHR avec aux commandes Wolfgang Ziese eut lieu le 25 février 1937.
L'avion est un monoplan à ailes basses de construction mixte (construction métallique de la coque avec des ailes en bois) avec un train d'atterrissage classique rétractable. Le pilote et un maximum de quatre passagers sont assis dans une cabine fermée.

## Histoire opérationnelle

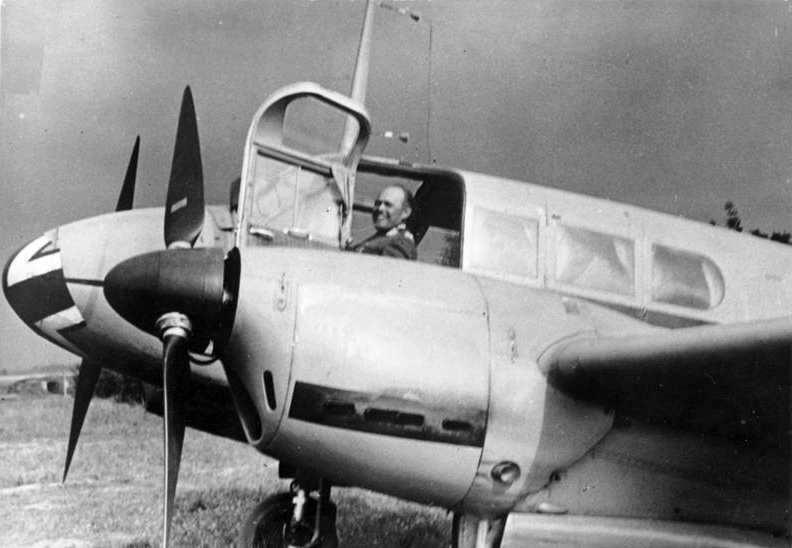
Albert Kesselring aux commandes d'un Siebel Fh 104

Le Fh 104 remporta différentes compétitions aéronautiques des années 1930, comme le circuit européen, la course internationale de Francfort et le Littorio Rally en 1938 et 1939. De plus un exemplaire accomplit un raid de 40 000 km en Afrique en 1939.
Pendant la Seconde Guerre mondiale le Fh 104 était utilisé pour le transport de quelques officiers supérieurs de la Wehrmacht et officiels comme Adolf Galland, Albert Kesselring et Ernst Udet. Environ 50 exemplaires de Siebel Fh 104 furent construits et au moins 15 exemplaires apparaissent sur les registres de l'aviation civile allemande d'avant guerre.
Le Siebel Si 204 de plus grande taille est basé sur lui.

## Opérateurs
Reich allemand
- Luftwaffe

 République slovaque
- Force aérienne slovaque (1939–45)

 Tchécoslovaquie
- Force aérienne Tchécoslovaque (après guerre)